# Staatsforsten
Staatsforsten ist ein Ortsteil der Stadt Cloppenburg im gleichnamigen Landkreis in Niedersachsen.

## Geografie
Der Ortsteil Staatsforsten ist der nördliche Zipfel der Stadt Cloppenburg und ragt als Rechteck von 1,75 km Breite und 3,5 km Länge in die Gemeinde Garrel hinein. Der Name Staatsforsten leitet sich von dem nahe gelegenen Wald, einem Staatsforst, her, dessen Bezeichnung auf den ganzen Ortsteil überging.

## Geschichte
Das ganze Gebiet war Heide- und Moorfläche. Mit dem Bau der Bahnstrecke Cloppenburg–Ocholt 1905/06, die am 1. Oktober 1906 eingeweiht wurde, trat eine grundlegende Veränderung der Heidelandschaft ein. Der Bahnhof befand sich zwar auf Staatsforster Gebiet, erhielt jedoch die Bezeichnung Bahnhof Varrelbusch, weil er auf völlig unbesiedeltem Gebiet lag und die zwei Kilometer westlich entfernte Ortschaft Varrelbusch (heute ein Ortsteil der Gemeinde Garrel) an das Bahnnetz anschloss. Der Bahnhof wurde 1958 aufgehoben, der Personenverkehr 1967 eingestellt, das Bahngebäude Ende 1967 abgebrochen. Heute verkehrt auf der Strecke die Museumseisenbahn Friesoythe-Cloppenburg e.V.
Die Besiedelung Staatsforstens begann 1909, als der Bauer H. Wilken eine 28 ha große Fläche kultivierte. 1939 zählte Staatsforsten 23 Haushaltungen, die von der Landwirtschaft lebten oder eine bäuerliche Nebenerwerbsstelle unterhielten. 1988 gab es in Staatsforsten etwa 130 Haushalte.
1939 erfolgte die Anlage des Flugplatzes Varrelbusch, der ungeachtet seines Namens auf Staatsforster Gebiet liegt, als Feldflugplatz. Er wurde 1942 als Einsatzhafen eingerichtet, nach dem Zweiten Weltkrieg entmilitarisiert und dann von der Bundeswehr als Standortübungsplatz genutzt. Heute betreibt der Luftsportverein Cloppenburg den Flugplatz Varrelbusch. Die zum Flugplatz führende Straße trägt nach dem aus Cloppenburg gebürtigen, erfolgreichen Kampfflieger Werner Baumbach (1916–1953) den Namen Werner-Baumbach-Straße.
1950 bekam Staatsforsten – bedingt durch den Zuzug von Heimatvertriebenen und Flüchtlingen – eine eigene Schule, die sich Katholische Volksschule Cloppenburg-Staatsforsten nannte. Zunächst wurde die ehemalige Kasinobaracke am Bahnhof genutzt, 1957 konnte ein Neubau bezogen werden. Nach Verlegung der Jahrgänge der 5. bis 8. Klasse im Jahr 1968 verblieb nur noch die Unterstufe in Staatsforsten. 1970 wurden die Schulen von Staatsforsten und dem benachbarten Ortsteil Kellerhöhe vereinigt, 1978 wurde das Schulgebäude in Staatsforsten aufgegeben. Es wird heute von der Interessengemeinschaft Dorfgemeinschaftshaus Staatsforsten als Dorfgemeinschaftshaus genutzt.
1986 fand in Staatsforsten mit 150 Besuchern das erste Staatsforsten Open-Air „UMSONST & DRAUSSEN“ statt. Bei den Veranstaltern dieses Freiluft-Festivals handelte es sich um junge Leute aus dem Raum Cloppenburg, die preisgünstige Rockmusik-Veranstaltungen anbieten wollten. Im September 1995 gründeten die Organisatoren den dazugehörigen Verein Open-Air Initiative e.V., weil das Festival inzwischen mehrere tausend Besucher anzog. Das Staatsforsten Open-Air fand allerdings nur in den ersten drei Jahren in Staatsforsten statt, wechselte den Ort dann mehrfach innerhalb des Oldenburger Münsterlandes und findet seit 2002 in Büschel (Gemeinde Bakum im Landkreis Vechta) statt.